# Harold Fannin Jr.
Harold Fannin Jr. (Canton, 20 luglio 2004) è un giocatore di football americano statunitense che milita nel ruolo di tight end per i Cleveland Browns della National Football League (NFL).

## Carriera universitaria

### 2022
Fannin iniziò a giocare nel college football con i Bowling Green Falcons nel 2022, disputando 11 partite con 19 ricezioni per 218 yard e un touchdown.

### 2023
Nel 2023 Fannin emerse come una delle principali armi offensive di Bowling Green. Chiuse la stagione con 44 ricezioni per 623 yard e touchdown, venendo inserito nella formazione ideale della Mid-American Conference (MAC).

### 2024
Fannin iniziò la stagione 2024 come uno dei giocatori indicati da tenere d’occhio per il John Mackey Award, assegnato al miglior tight end del college football. Quell’anno stabilì diversi record FBS. Contro Penn State fece registrare 11 ricezioni per 137 yard e un touchdown, l’unico giocatore in quella stagione a fare registrare almeno 100 yard ricevute contro la difesa dei Nittany Lions. Contro Texas A&M totalizzò 8 ricezioni per 145 yard, venendo premiato come giocatore offensivo della settimana della MAC.  Contro Old Dominion stabilì un record dell’istituto per un tight end con 193 yard rcevute, battendo un primato che resisteva dal 1983. In quella partita stabilì anche il record in carriera di touchdown su ricezione per un tight end di Bowling Green. Contro Kent State superò il record di Alex Bayer per yard ricevute in carriera da un tight end di Bowling Green, chiudendo la partita con 10 ricezioni per 171 yard.
Fannin chiuse la stagione con otto partite da almeno 100 yard ricevute, guidando la nazione in ricezioni e yard ricevute. Per il secondo anno consecutivo fu inserito nella formazione ideale della MAC e fu finalista del John Mackey Award dopo avere guidato tutti i tight end della FBS in ricezioni, yard ricevute e touchdown.

### Record, premi e traguardi
Fannin chiuse la stagione 2024 con 117 ricezioni per 1.555 yard, entrambi record FBS per un tight end. Altri primati per un tight end furono le sue 119,6 yard ricevute a partita e le sue 9,0 ricezioni a partita. Fu anche il primo tight end della storia della FBS a guidare la nazione sia in ricezioni che in yard ricevute.
Fannin ebbe una prestazione di alto livello nel 68 Ventures Bowl, terminando con 17 ricezioni per 213 yard, quest’ultimo un record per un bowl da parte di un tight end, venendo premiato come miglior giocatore della partita.
Fannin guidò i tight end della FBS tight end in diverse categorie statistiche, incluse ricezioni da almeno 10 yard (63), placcaggi evitati (34) e yard guadagnate dopo la ricezione (873). Fu il giocatore ad ottenere il voto più alto in assoluto da Pro Football Focus (PFF) con 96,1, oltre che il ricevitore con il voto più alto con 96,6.
Fannin divenne il primo tight end della storia della FBS ad essere premiato come miglior giocatore della sua conference. Fu anche premiato come giocatore offensivo dell’anno della MAC, unendosi a Marco Battaglia (Rutgers, 1995) quale unico altro tight end ad essere premiato come giocatore offensivo dell’anno di una conference.
Fannin divenne il primo giocatore della storia di Bowling Green a essere una selezione condivisa All-American, venendo inserito nella prima formazione All-America da Walter Camp Football Foundation, American Football Coaches Association, Associated Press e Football Writers Association of America (quest’ultima come wide receiver). Il 30 dicembre 2024 annunciò via Instagram che sarebbe passato tra i professionisti.

## Carriera professionistica

### Cleveland Browns
Fannin fu scelto nel corso del terzo giro (67º assoluto) del Draft NFL 2025 dai Cleveland Browns.